# Zwrotnik Raka (powieść)
Zwrotnik Raka (ang. Tropic of Cancer) – powieść amerykańskiego pisarza Henry’ego Millera wydana po raz pierwszy w roku 1934 w Paryżu.

## Zwrotnik Raka
Powieść jest pierwszą częścią głośnej trylogii Millera, w skład której wchodzą jeszcze Czarna Wiosna (1936) i Zwrotnik Koziorożca (1939). W 1937 Sąd Najwyższy Stanów Zjednoczonych obłożył książkę zakazem publikacji na terenie USA, a nawet zakazem wwożenia jej na terytorium państwa z powodu zbyt śmiałych wątków erotycznych. Zakaz cofnięto dopiero w roku 1964, kiedy to powieść doczekała się swojej pierwszej oficjalnej amerykańskiej publikacji. Obecnie przez wielu krytyków i czytelników jest uznawana za jedną z najważniejszych książek XX wieku.
Powieść, której akcja dzieje się w Paryżu, jest podzielona na 15 rozdziałów. Przedstawia świat paryskiej bohemy, ludzi z marginesu społecznego, autor porusza też często wątki erotyczne, używając do tego dosadnego, niemal wulgarnego języka. Sam Miller określał ją jako zniewagę wyrządzoną siedmiu fundamentalnym wartościom i symbolom kultury: Sztuce, Bogu, Człowieczeństwu, Przeznaczeniu, Czasowi, Miłości i Pięknu.
Zwrotnik Raka na ekran przeniósł w roku 1970 Josef Strick, a główne role zagrali Rip Torn, James T. Callahan i Ellen Burstyn.